# Chariesthes analis
Chariesthes analis är en skalbaggsart som först beskrevs av Jordan 1894.  Chariesthes analis ingår i släktet Chariesthes och familjen långhorningar.
Artens utbredningsområde är:
- Benin.
- Ghana.
- Liberia.
- Nigeria.
- Sierra Leone.
- Togo.

Inga underarter finns listade i Catalogue of Life.